# Тортола (Девичанска острва)
Тортола (енгл. Tortola) је највеће и најнасељеније острво међу Британским Девичанским Острвима. У ширем смислу, острво је део Девичанских острва.
Тортола је брдовито вулканско острво са највишом тачком на 521 метара надморске висине и површином од око 54 km². Острво је дуго 20 а широко 5 km. Земљотреси на острву су чести. 
Острво броји око 16.000 становника. Већина становништва живи у Роуд Тауну, граду са интернационалним аеродромом, које је уједно и главни град територије Британских Девичанских Острва. Службени језик на острву је енглески а службена валута је амерички долар.
Туризам је главна привредна делатност и плаже белог песка су популарна острвска атракција.
Дана 6. септембра 2017. године, Британска Девичанска острва претрпела су велику штету од урагана Ирма. Најтежа разарања била су на Тортоли.